# Dnipro-Arena
De Dnipro-Arena is een voetbalstadion in Dnipro, dat plaats biedt aan 31.003 toeschouwers.
In 2005 werd begonnen met de bouw van het nieuwe onderkomen van FK Dnipro, wat na drie jaar geopend werd. Binnen drie maanden werd de eerste interland in het stadion afgewerkt, toen Oekraïne met 1–0 te sterk was voor Noorwegen door een doelpunt van Jevhen Seleznjov. Een jaar later werd opnieuw een interland van Oekraïne gespeeld in de Dnipro-Arena. Beide wedstrijden vonden hier plaats omdat het NSK Olimpiejsky in Kiev verbouwd werd.
De Dnipro-Arena stond op een shortlist als mogelijk speelstadion voor het EK 2012, dat plaatsvond in Polen en Oekraïne. Net als het stadion in Odessa viel de Dnipro-Arena uiteindelijk af omdat de capaciteit minder was dan het UEFA-minimum van 33.000 toeschouwers.
In mei 2009 was de Dnipro-Arena het strijdtoneel voor de finale van de Oekraïense voetbalbeker. In deze finale was Vorskla Poltava in de eerste finale uit de clubgeschiedenis met 1–0 te sterk voor Sjachtar Donetsk. Sinds het uitbreken van de Oekraïnecrisis en de bijbehorende onrust in het oosten van Oekraïne speelde FK Dnipro de thuiswedstrijden in het NSK Olimpiejsky in Kiev in plaats van in de Dnipro-Arena.

## Interlands
| № | Datum             | Wedstrijd                | Uitslag | Competitie           | Toeschouwers |
| - | ----------------- | ------------------------ | ------- | -------------------- | ------------ |
| 1 | 19 november 2008  | Oekraïne – Noorwegen     | 1 – 0   | Vriendschappelijk    | 16.500       |
| 2 | 10 oktober 2009   | Oekraïne – Engeland      | 1 – 0   | WK 2010 kwalificatie | 31.000       |
| 3 | 10 september 2019 | Oekraïne – Nigeria       | 2 – 2   | Vriendschappelijk    | 27.320       |
| 4 | 3 juni 2021       | Oekraïne – Noord-Ierland | 1 – 0   | Vriendschappelijk    | 15.000       |

Bijgewerkt op 7 juni 2021.